# Alfonso Pedrajas
Alfonso Pedrajas, más conocido como padre Pica (10 de junio de 1943, Valencia, España - 5 de septiembre de 2009, Cochabamba, Bolivia), fue un sacerdote católico acusado de cometer actos pederastas en varios países de Latinoamérica y en Europa.

## Inicios
Pedrajas nació en España y a sus 17 años decidió convertirse en misionero de la Compañía de Jesús y viajar a Latinoamérica. Estudió Humanidades, Literatura, Arte, Historia, Latín, Griego y Filosofía en Perú y Ecuador. En Lima cometió su primer crimen, el año 1964. Posteriormente se estableció en Bolivia, en donde fue educador del Colegio San Calixto y otras instituciones educativas católicas.

## Labor y crímenes en el internado Juan XXIII
En la década de los años 70 comenzó a trabajar en un internado católico en la ciudad de Cochabamba y se hizo de una reputación de hombre cristiano y comprometido con las causas sociales. Los estudiantes del Juan XXIII eran de familias pobres; provenían de centros mineros y del área rural. Luego se hizo director de esta institución, posición desde la cual abusó sexualmente a decenas de niños.

## Diario y encubrimiento
Los crímenes de Pedrajas salieron a la luz luego de que su sobrino en España contactara por correo electrónico con el periódico español El País para hacerles conocer que tenía un diario impreso de 383 páginas en el que el sacerdote confesaba no solo sus crímenes, sino el encubrimiento de estos por parte de autoridades católicas. Según el diario impreso, en 1978 Pedrajas le confesó sus crímenes a su instructor, José Arroyo, quien decidió encubrirlo. De hecho, según El País, el padre Pica fue solapado por siete superiores provinciales y una decena de clérigos bolivianos y españoles. Algunos, incluso, al conocer sus delitos, llegaron a sugerirle "rezar mucho", pero no hicieron las denuncias correspondientes. 
El año 2000 Pedrajas confesó ser homosexual y presentó públicamente a su pareja. En su diario se lee que el sacerdote le encargó a su pareja que nadie tuviera acceso a su computadora. Luego de su muerte, en el funeral, el novio de Pedrajas le entregó la computadora del pederasta a un hermano que había viajado desde España. El diario, entonces, fue abandonado en una esquina de la casa de la madre del cura hasta que fue descubierto por su sobrino, quien se puso en contacto con El País. Según el diario, Pedrajas abusó sexualmente de más de 80 niños. En palabras de su sobrino Fernando Pedrajas: “Las primeras páginas eran bonitas. Algunas eran cartas a mi abuela donde le contaba con ilusión que quería ser un buen sacerdote. Conforme fui leyendo, me di cuenta de la realidad: mi tío fue un pederasta”.

## Repercusiones
A causa de este caso salieron a la luz muchos más casos de pederastia por parte de sacerdotes en Bolivia. Fueron tantos los casos que incluso el papa Francisco declaró su consternación y se mostró abierto a trabajar conjuntamente con el Estado boliviano.